# Vicenta Maturana
Vicenta Maturana y Vázquez o, de casada, Vicenta Maturana de Gutiérrez (Cádiz, 6 de julio de 1793 - Alcalá de Henares, 15 de mayo de 1859), escritora y poetisa española.

## Biografía
Su padre, Vicente Maturana y Altemir, caballero calatravo, mariscal de campo y director general de Artillería, sufrió numerosos cambios de destino por lo que la futura escritora tuvo que vivir numerosos traslados en su infancia: a los cuatro años fue a Madrid, recibiendo una sólida instrucción en baile, dibujo y francés; en 1807 vivía en Sevilla, donde fue llamada "la Terpsícore del Betis" por su destreza como bailarina; sus padres se opusieron a su manía infantil de escribir poesía; en 1809 murió su padre en la batalla de Bailén y ella y su familia huyeron a Lisboa, donde falleció su madre. Vicenta permaneció allí, con una tía sexagenaria, hasta 1811 en que volvió a España a recibir la pensión vitalicia a que tenía derecho por su padre y en 1816 fue nombrada camarista de la reina María Josefa Amalia de Sajonia, hasta 1820 en que se une en matrimonio con el Coronel José María Gutiérrez Pérez Gálvez, oficial de la Secretaría de Guerra, que trece años después luchó en el bando carlista. 
En 1814 y hasta 1819 colabora en el Diario Mercantil de Cádiz con sonetos y letrillas bajo el seudónimo de Celmira. Publica la novela anónima Teodoro o el huérfano agradecido. Se divulga el rumor de que las poesías que se atribuían a la reina María Josefa Amalia son suyas y que es ella quien dice que son de la reina, así que decide hacerlo público para deshacer esa intriga cortesana, cuyo fin era hacerla destituir de su cargo. En sus Ensayos Poéticos hay ochenta poemas entre odas, letrillas, sonetos y romances de tema sentimental y algunas poesías "de circunstancias". Se incluye un romance de Fileno, pseudónimo del poeta sevillano Félix José Reinoso, dedicado a Celmira tras su retorno de Lisboa. Desde 1828 hasta 1830 colabora esporádicamente en el Correo Literario y Mercantil y publica otra novela Sofía y Enrique, dedicada a la infanta María Francisca de Asís, que despertó cierto interés. En 1830 comienza a trabajar en el Himno a la Luna, obra en prosa poética inspirada por la lectura del Himno al Sol del Abate de Reyrac, inconclusa hasta 1836. 
Es secretaria de la Junta de Señoras encargadas en el Hospital de pobres impedidas e incurables de Madrid. Desatada la I Guerra Carlista en 1833, su marido y su hijo de trece años se unen al bando de don Carlos y la escritora y sus hijas marchan al exilio en Francia hasta 1836, en que pudo trasladarse a Berastegui en donde concluye el cuarto canto del Himno a la luna. En 1838 fallece su marido en Perigueux y vuelve a Francia hasta 1847, en que se establece en Alcalá de Henares, donde residió hasta su muerte en 1859.

## Obras
Sus poemas destacan por el frecuente uso de la ironía, a veces mordaz, para atacar usos y costumbres, vicios y debilidades, corrupción social y religiosa. Hay rasgos de factura neoclásica y de corte romántico o incluso «realista», que se repelen o asocian en función del contenido y la finalidad del poema. Han escrito sobre Maturana Eugenio de Ochoa, Adolfo de Castro, R. de la Huerta Posada, Manuel Serrano y Sanz, Julio Cejador y Gloria Rokiski.

### Narrativa
- Teodoro o El Huérfano agradecido, Madrid: Imprenta de Verges, 1825.
- Sofía y Enrique (1829)
- Amar después de la muerte
- Las fiestas de Tolosa en 1837

### Lírica
- Ensayos Poéticos (537) (Madrid, 1828).
- Himno a la luna (538) (Bayona, 1838).
- Poesías (París, 1841).
- Poesías (Madrid, 1859).
- Poesías (París, 1859).